# Garumbatitan
Garumbatitan (dt. Gigant von Garumba) gehört zur Gruppe der Sauropoden und lebte während der frühen Kreidezeit im heutigen Spanien. Die Gattung enthält eine einzige Art, G. morellensis, welche von mehreren Skelettteilen bekannt ist.

## Entdeckung und Namensgebung

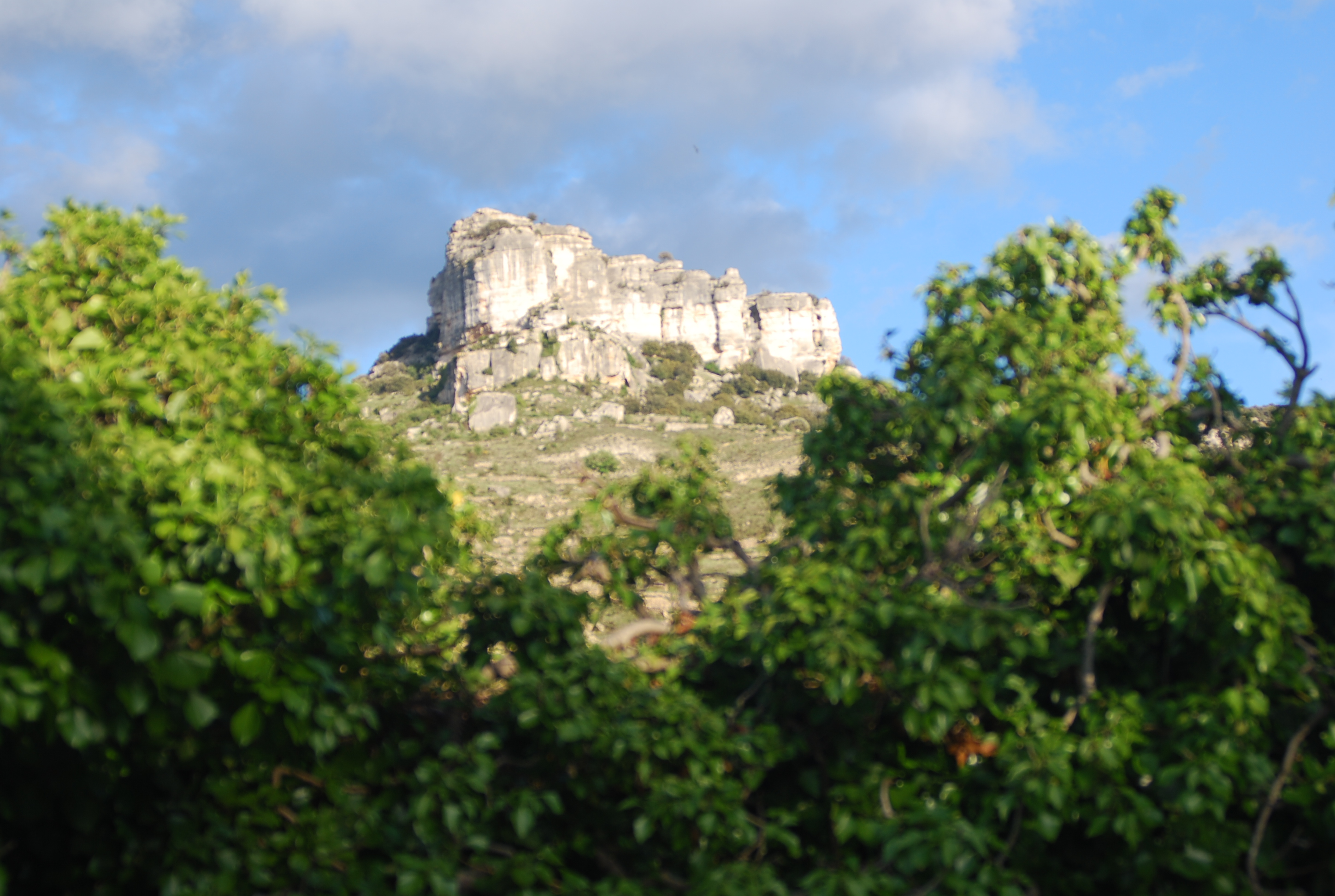
Der namensgebende Berg: Mola de la Garumba

Im Jahr 1998 entdeckte Miquel G. Fígols die Fossilienfundstelle Sant Antoni de la Vespa in der Arcillas de Morella Formation in den Sedimenten des Maestrat-Beckens, nahe der Stadt Morella in Castelló, Spanien. Die Fossilien des Garumbatitans wurden während der Expeditionen in den Jahren 2005 und 2008 ausgegraben. Die entdeckten Fossilien gehören zu mehreren Individuen unterschiedlicher Größe. Der Holotypus, der die Überreste des größten Individuums darstellt, umfasst eine Reihe von gelenkig verbundenen Hals- und Rückenwirbeln, Rippen, Schwanzwirbel, Schienbein und Wadenbein. Zusätzliches fossiles Material, das zu einem kleineren Individuum gehört, wurde in Verbindung mit dem Holotypus gefunden, darunter Rippen, beide Schambeine und zwei fast vollständige Hintergliedmaßen, welches erhebliche Überschneidungen mit dem Holotypus aufweist. Diese Knochen wurden als Paratypus-Exemplar zugeordnet. Drei linke Mittelfußknochen und zwei linke Fußknochen wurden ebenfalls Garumbatitan zugeordnet. Weitere Knochen, die zu kleineren Exemplaren gehören, deuten darauf hin, dass die Überreste von Garumbatitan insgesamt mindestens vier Individuen darstellen.
Die Fossilien wurden erstmals 2016 in einem Kurzreferat angekündigt und im Jahr 2017 von Mocho et al. veröffentlicht. Darin wurde es als „unbestimmte Titanosaurform“ beschrieben.
Im Jahr 2023 beschrieben Mocho et al. auf der Grundlage der Fossilien eine neue Art unter den Somphospondyli. Der Name „Garumbatitan“ ist eine Anspielung auf den Mola de Garumba, einen der höchsten Gipfel der Region. Das Wort 'Titan' ist ein übliches Suffix für die Namen großer Sauropoden, welches sich auf die Titanen in der griechischen Mythologie bezieht. Der spezifische Name „morellensis“ bezieht sich auf die Formation Arcillas de Morella sowie auf die nahe gelegene Stadt Morella, in der neben den Überresten von Garumbatitan auch einige der ersten spanischen Dinosaurierfossilien entdeckt wurden.

## Beschreibung

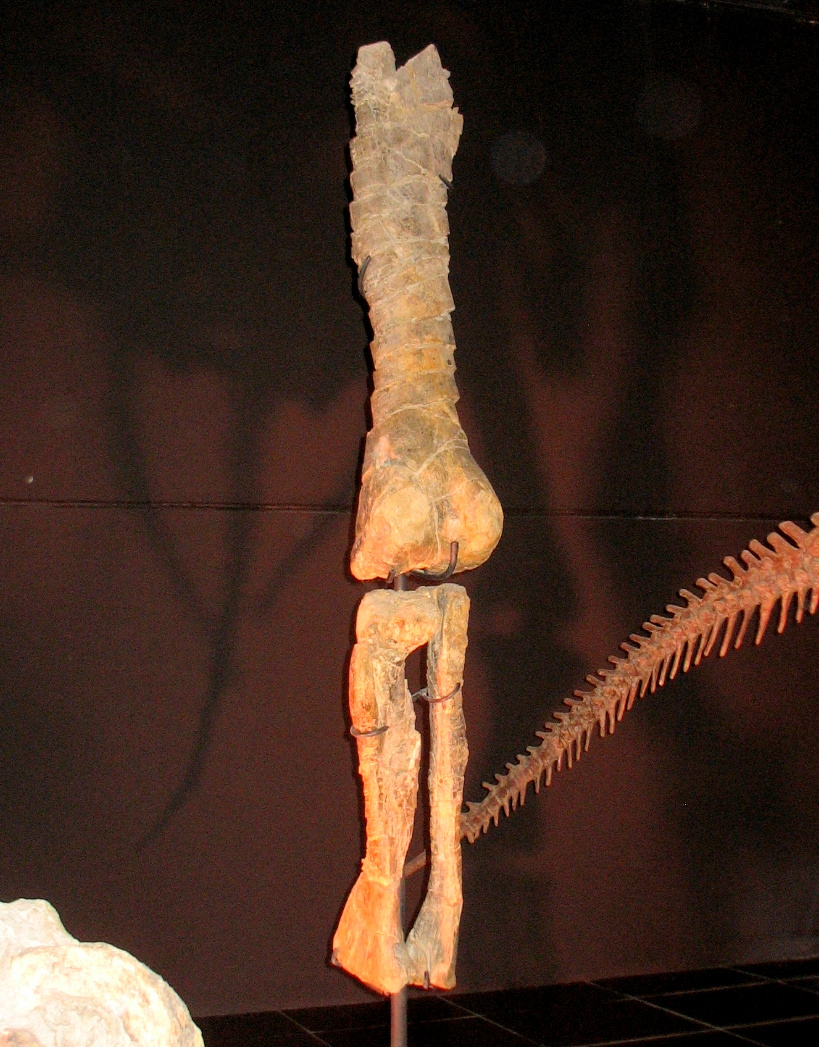
Beinknochen des eng verwandten Tastavinsaurus

Viele der einzigartigen Merkmale von Garumbatitan liegen in seiner Fußstruktur. Dazu gehören das Fehlen eines Fersenbeins, schlanke Mittelfußknochen und das Fehlen von Zehenknochen für den fünften Finger (ein Merkmal, welches alle Titanosaurier gemein haben). Darüber hinaus weist der Oberschenkelknochen eine seitliche Ausbuchtung auf, die womöglich ausgeprägter als bei anderen Sauropoden war. Die Länge des Schienbeins beträgt nur 64 % der Länge des Oberschenkels. Dies unterscheidet ihn vom verwandten Tastavinsaurus, bei welchem das Schienbein rund 55 % der Länge des Oberschenkels beträgt. Die Wadenbeine des Garumbatitans sind gerade und robust gebaut, während die des Tastavinsaurus stärker gebogen sind.

## Klassifizierung
Eine vorläufige Untersuchung des Fossils ergab, dass das Taxon möglicherweise Ähnlichkeiten mit den Laurasiformes innerhalb der Somphosponyli aufweist. Diese Gruppe ist jedoch problematisch, da sie in mehreren Studien mit einer drastisch variierenden Zusammensetzung an verschiedenen Stellen innerhalb der Macronaria beschrieben wurde. Mocho et al. (2023) stellten Garumbatitan als basales Mitglied der Somphospondylan innerhalb der Titanosauriformes wieder her. Die phylogenetischen Analysen ordneten ihn näher an Dongbeititan und basaler als Tastavinsaurus ein.

## Paläoökologie

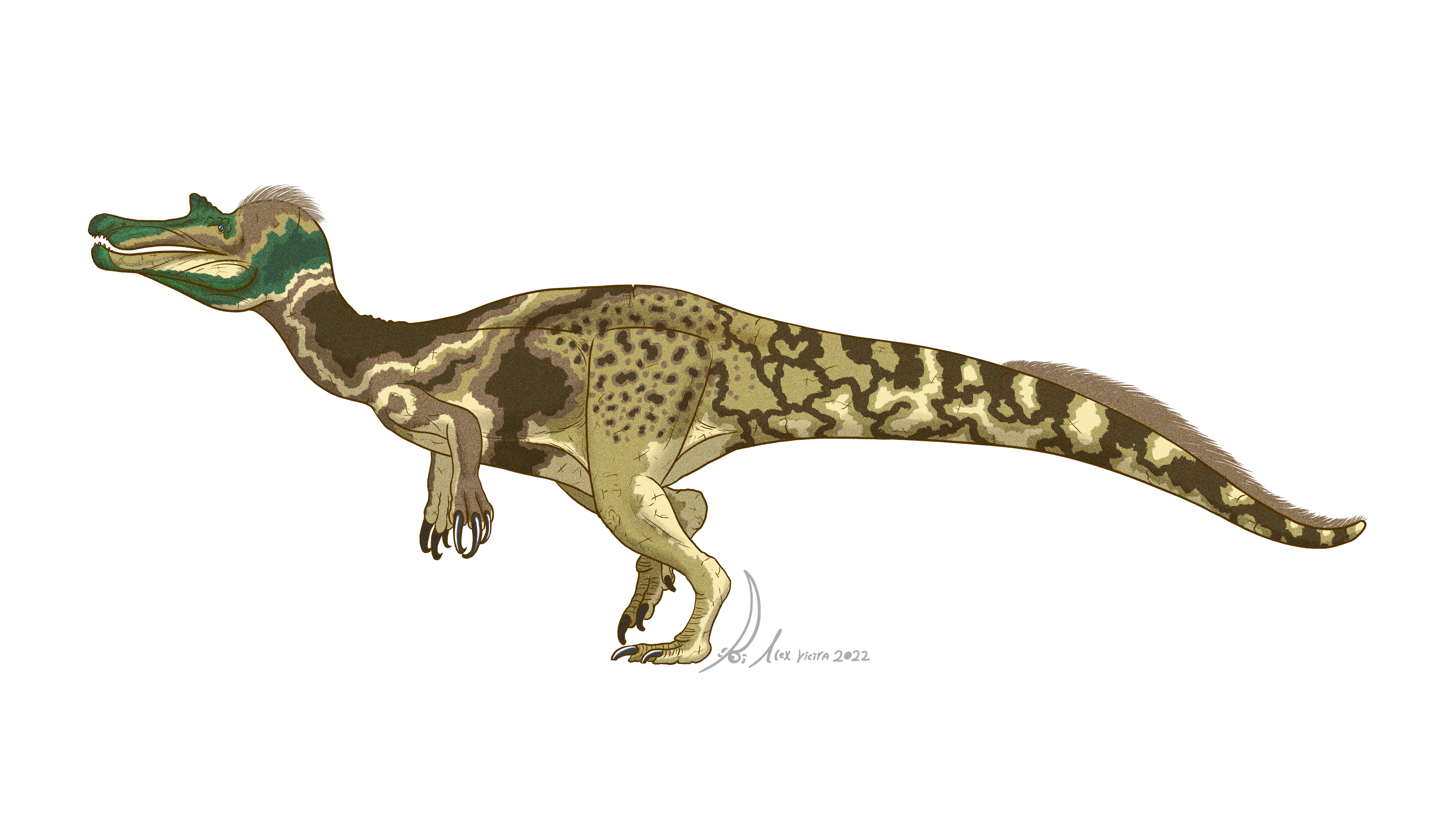
Rekonstruktion des zeitgenössischen Vallibonavenatrix

Garumbatitan wurde in den Schichten der Arcillas-de-Morella-Formation entdeckt. Er lebte während des späten Barremium in der frühen Kreidezeit. Ebenfalls wurden unter anderem Fossilien von Morelladon, Mantellisaurus und des Theropoden Vallibonavenatrix in der Formation gefunden.
Es wurden auch zwei Schildkrötenarten (Brodiechelys royoi und Eodortoka), ein unbenannter Plesiosaurier und unbestimmte titanosauriforme Überreste, die sich von Garumbatitan unterscheiden, beschrieben.